# Jorge Crisococas
Jorge Crisococas fue un médico y astrónomo bizantino del siglo XIV.

## Biografía
Se lo conoce sobre todo por una obra sobre astronomía que publicó en Constantinopla en 1346-1347, titulada Del médico Jorge Crisococas, introducción a la sintaxis de los persas, dedicado a su hermano Juan Carsianita. El prólogo de esta obra es lo que proporciona la base de lo que se sabe sobre el autor.
Dice que mientras estudiaba medicina, entró en conocimiento sobre los libros de astronomía persa que llevara a Bizancio Gregorio Coniada, y que tomó conciencia de «a qué punto la comprensión del movimiento de los planetas es útil a la medicina»; regresó entonces a Trebizonda, donde residía un famoso astrónomo, el «preste Manuel», heredero de Gregorio Coniada; de él adquirió todos sus conocimientos sobre astronomía y hasta aprendió persa.
La obra se compone de un prólogo, cincuenta y un capítulos y tablas astronómicas fundadas sobre las Tablas ilcánicas de Nasir ad-Din at-Tusi, llevadas al mundo bizantino por Gregorio Coniada. Los primeros capítulos se refieren a cuestiones de calendario, como la fijación de la fecha de la pascua; luego se estudian los movimientos de los siete planetas, y en varios capítulos los eclipses solares y lunares; al final se abordan cuestiones relativas a la astrología, como hacer mapas astrales y establecer horóscopos. Los ejemplos que se dan al final de cada capítulo se refieren a observaciones del año 1346.
La obra fue sumamente popular en el Imperio bizantino, y luego en Imperio otomano, donde fue copiada hasta el siglo XIX. Quedan al menos una treintena de manuscritos, a menudo incompletos. El prólogo ha sido editado en París en 1645 por Ismaël Boulliau; después, en 1912-1913, junto con los primeros capítulos, en los Kleine Schriften de Hermann Usener. Paul Kunitzsch editó las tablas en 1964.
Se ha atribuido al mismo autor -pero es una atribución dudosa- una obra sobre geografía en dos partes, la primera titulada Sobre los nombres de las ciudades y de los lugares (Περί έπωνυμίας πόλεων καί τόπων), que establece las correspondencias entre los topónimos antiguos y recientes de Grecia y Asia Menor, y la segunda Tablas sobre la longitud y la latitud de las ciudades oficiales.

## Homonimia
No hay que confundir a este autor con otro Jorge Crisococas, profesor del Xenón del Kral entre 1410 y 1430, y maestro de Basilio Besarión, Jorge de Trebizonda y Francisco Filelfo, y que proveyó de manuscritos a Juan Aurispa. Fue maestro de retórica y también enseñó física, matemáticas y astronomía.